# Katzenelnbogen
Katzenelnbogen – miasto w Niemczech, w kraju związkowym Nadrenia-Palatynat, w powiecie Rhein-Lahn, siedziba administracyjna gminy związkowej Aar-Einrich. Do 30 czerwca 2019 siedziba gminy związkowej Katzenelnbogen.